# Gerygone modesta
Gerygone modesta е вид птица от семейство Acanthizidae. Видът е почти застрашен от изчезване.

## Разпространение
Видът е разпространен в Норфолк.